# Balanophyllia dentata
Balanophyllia dentata är en korallart som beskrevs av Tenison Woods 1879. Balanophyllia dentata ingår i släktet Balanophyllia och familjen Dendrophylliidae. Inga underarter finns listade i Catalogue of Life.